# Strahinja Eraković
Strahinja Eraković (Batajnica, 22 de enero de 2001) es un futbolista serbio que juega en la demarcación de defensa para el Zenit de San Petersburgo de la Liga Premier de Rusia.

## Selección nacional
Tras jugar en distintas categorías inferiores de la selección, el 29 de marzo de 2022 hizo su debut con la selección de fútbol de Serbia en un encuentro de la Liga de Naciones de la UEFA 2022-23 contra Noruega que finalizó con un resultado de 0-1 a favor del combinado noruego tras el gol de Erling Haaland.

## Clubes
| Club                          | País   | Año       | Partidos | Goles |
| ----------------------------- | ------ | --------- | -------- | ----- |
| RFK Grafičar Beograd (cedido) | Serbia | 2019-2020 | 21       | 2     |
| Estrella Roja de Belgrado     | Serbia | 2020-2023 | 107      | 0     |
| Zenit de San Petersburgo      | Rusia  | 2023-     | 66       | 0     |

## Palmarés

### Títulos nacionales
| Título                | Club                      | País   | Año  |
| --------------------- | ------------------------- | ------ | ---- |
| Superliga de Serbia   | Estrella Roja de Belgrado | Serbia | 2021 |
| Copa de Serbia        | Estrella Roja de Belgrado | Serbia | 2021 |
| Superliga de Serbia   | Estrella Roja de Belgrado | Serbia | 2022 |
| Copa de Serbia        | Estrella Roja de Belgrado | Serbia | 2022 |
| Superliga de Serbia   | Estrella Roja de Belgrado | Serbia | 2023 |
| Copa de Serbia        | Estrella Roja de Belgrado | Serbia | 2023 |
| Liga Premier de Rusia | Zenit de San Petersburgo  | Rusia  | 2024 |
| Copa de Rusia         | Zenit de San Petersburgo  | Rusia  | 2024 |
| Supercopa de Rusia    | Zenit de San Petersburgo  | Rusia  | 2024 |